# Parker (Pensylwania)
Parker – miasto w Stanach Zjednoczonych, w stanie Pensylwania, w hrabstwie Armstrong.